# Barbara Campanari
Barbara Campanari (Frosinone, 4 febbraio 1980) è un'ex pallavolista italiana, di ruolo centrale.

## Carriera

### Club
La carriera di Barbara Campanari inizia nella stagione 1995-96 nel Frosinone, in Serie C1; nell'annata 1996-97 è in Serie A2 con la Roma, per poi entrare a far parte, nella stagione 1998-99, nella squadra federale del Club Italia.
Per il campionato 1999-00 è nuovamente in serie cadetta con il Pool Piave, conquistando la Coppa Italia di Serie A2 1999-00, per poi esordire, nella stagione 2001-02, in Serie A1 grazie all'ingaggio da parte dell'Imola: resta nella squadra romagnola anche per l'annata 2002-03, quando, a seguito della retrocessione, partecipa alla Serie A2. È sempre in Serie A2 per la stagione 2003-24 quando veste la maglia della Romanelli, in quella 2004-25 con il Castelfidardo, a cui è legata per tre annate, e in quella 2007-08 con il Life Milano.
Nella stagione 2008-09 firma per il Busto Arsizio, in Serie A1, aggiudicandosi la Coppa CEV 2009-10; per il campionato 2011-12 si trasferisce al Parma, neopromosso nella massima divisione, mentre in quella successiva difende i colori dell'IHF, in Serie A2, con cui vince la Coppa Italia di categoria, venendo premiata anche come MVP: al termine della stagione annuncia il suo ritiro dall'attività agonistica.

### Nazionale
Nel 1997 viene convocata nella nazionale italiana under 18 con cui partecipa al campionato europeo, chiuso al quinto posto; nel 1998 fa parte della selezione under 19, aggiudicandosi l'oro al campionato continentale.

## Palmarès

### Club
- Coppa Italia di Serie A2: 2

1999-00, 2012-13
- Coppa CEV: 1

2009-10

### Nazionale (competizioni minori)
- Campionato europeo under 19 1998

### Premi individuali
- 2013 - Coppa Italia di Serie A2: MVP

## Statistiche

### Club
| Stagione  | Squadra       | Campionato | Campionato | Campionato | Coppe nazionali | Coppe nazionali | Coppe nazionali | Coppe continentali | Coppe continentali | Coppe continentali | Altre coppe | Altre coppe | Altre coppe | Totale | Totale |
| Stagione  | Squadra       | Comp       | Pres       | Punti      | Comp            | Pres            | Punti           | Comp               | Pres               | Punti              | Comp        | Pres        | Punti       | Pres   | Punti  |
| --------- | ------------- | ---------- | ---------- | ---------- | --------------- | --------------- | --------------- | ------------------ | ------------------ | ------------------ | ----------- | ----------- | ----------- | ------ | ------ |
| 1995-1996 | Frosinone     | C1         | ?          | ?          | -               | -               | -               | -                  | -                  | -                  | -           | -           | -           | ?      | ?      |
| 1996-1997 | Roma          | A2         | ?          | ?          | CI-A2           | ?               | ?               | -                  | -                  | -                  | -           | -           | -           | ?      | ?      |
| 1997-1998 | Roma          | A2         | ?          | ?          | CI-A2           | ?               | ?               | -                  | -                  | -                  | -           | -           | -           | ?      | ?      |
| 1998-1999 | Club Italia   | -          | -          | -          | -               | -               | -               | -                  | -                  | -                  | -           | -           | -           | -      | -      |
| 1999-2000 | Pool Piave    | A2         | ?          | ?          | CI-A2           | ?               | ?               | -                  | -                  | -                  | -           | -           | -           | ?      | ?      |
| 2000-2001 | Pool Piave    | A2         | ?          | ?          | CI-A2           | ?               | ?               | -                  | -                  | -                  | -           | -           | -           | ?      | ?      |
| 2001-2002 | Imola         | A1         | ?          | ?          | CI              | ?               | ?               | -                  | -                  | -                  | -           | -           | -           | ?      | ?      |
| 2002-2003 | Imola         | A2         | ?          | ?          | CI-A2           | ?               | ?               | -                  | -                  | -                  | -           | -           | -           | ?      | ?      |
| 2003-2004 | Romanelli     | A2         | ?          | ?          | CI-A2           | ?               | ?               | -                  | -                  | -                  | -           | -           | -           | ?      | ?      |
| 2004-2005 | Castelfidardo | A2         | ?          | ?          | CI-A2           | ?               | ?               | -                  | -                  | -                  | -           | -           | -           | ?      | ?      |
| 2005-2006 | Castelfidardo | A2         | ?          | ?          | CI-A2           | ?               | ?               | -                  | -                  | -                  | -           | -           | -           | ?      | ?      |
| 2006-2007 | Castelfidardo | A2         | ?          | ?          | CI-A2           | ?               | ?               | -                  | -                  | -                  | -           | -           | -           | ?      | ?      |
| 2007-2008 | Life Milano   | A2         | ?          | ?          | CI              | ?               | ?               | -                  | -                  | -                  | -           | -           | -           | ?      | ?      |
| 2008-2009 | Busto Arsizio | A1         | 32         | 345        | CI              | 6               | 55              | -                  | -                  | -                  | -           | -           | -           | 38     | 400    |
| 2009-2010 | Busto Arsizio | A1         | ?          | ?          | CI              | ?               | ?               | CCEV               | ?                  | ?                  | -           | -           | -           | ?      | ?      |
| 2010-2011 | Busto Arsizio | A1         | ?          | ?          | CI              | ?               | ?               | -                  | -                  | -                  | -           | -           | -           | ?      | ?      |
| 2011-2012 | Parma         | A1         | 19         | 167        | -               | -               | -               | -                  | -                  | -                  | -           | -           | -           | 19     | 167    |
| 2012-2013 | IHF           | A2         | ?          | ?          | CI-A2           | ?               | ?               | -                  | -                  | -                  | -           | -           | -           | ?      | ?      |